# Канепа, Луиджи
Луиджи Канепа (итал. Luigi Canepa; 15 января 1849 года, Сассари, королевство Сардиния — 12 мая 1914 года, Сассари, Королевство Италия) — итальянский композитор, музыкальный педагог, участник Рисорджименто. Имя композитора носит консерватория в Сассари, а также городской оркестр и хор, старейший на Сардинии.

## Биография
Луиджи Канепа родился 15 января 1849 года в Сассари, в королевстве Сардиния у Франческо Канепа и Анджелы Солари. В раннем возрасте проявил способности к музыке; в 8 лет научился играть на флейте. В 1859 году, в возрасте в 10 лет, поступил в Миланскую консерваторию, где обучался до осени 1861 года. В 1862 году вернулся в Неаполь и поступил на платной основе в консерваторию Сан-Пьетро-а-Майелла. Во время обучения показало превосходные результаты по классу гармонии и композиции. В 1864 году, в возрасте 15 лет, получил место первого флейтиста и преподавателя в классе игры на флейте и гармонии. Вскоре выиграл конкурс за место в классе контрапункта и композиции. Он был любимым учеником Саверио Меркаданте, бывшего тогда директором консерватории.
Сторонник Рисорджименто, 14 октября 1867 года Луиджи Канепа оставил консерваторию и присоединился к экспедиционному корпусу Джузеппе Гарибальди в Папской области. Он был ранен в бою, взят в плен и доставлен в госпиталь в Риме. 5 ноября 1867 года вернулся в консерваторию в Неаполе, но вскоре переехал в Милан, где до 1869 года продолжил своё образование.
В 20 лет написал первую оперу «Давиде Рицио» (итал. Davide Rizio) по либретто Энрико Косты, премьера которой состоялась в Театре Каркано в Милане 16 ноября 1872 года. Опера была благосклонно принята публикой и критикой, и вскоре была поставлена в других городах Италии и за границей. Спустя два года написал вторую оперу «Нищие» (итал. I Pezzenti) по либретто Фульвио Фульгони, премьера которой в театре Ла Скала 20 сентября 1874 года также прошла с успехом. Постановка этой оперы в России тоже прошла с успехом. 10 ноября 1879 в театре Каркано в Милане была поставлена его третья опера «Ричард III» (итал. Riccardo III) по либретто Фульвио Фульгони, став его самым значительным произведением. Известные музыкальные критики Филиппо Филиппи и Амилькаре Понкьелли написали об опере хвалебные рецензии. Джузеппе Верди также хорошо отозвался об этом произведении.
В том же году у композитора обнаружили нервное заболевание. Он вернулся в Сассари, где посвятил себя преподаванию и музыкальной критике, основал музыкальный институт, став его директором. 18 сентября 1884 года дирижировал оркестром в театре Политеама в Палермо во время постановки оперы «Ричард III». Написал мессу и две похоронных элегии — на смерть Джузеппе Гарибальди в 1882 году и на смерть Нино Биксио в 1898 году. Его последним сочинением стала оперетта «Амзикора» (итал. Amsicora), премьера которой прошла в Театре Верди в Сассари 28 апреля 1903 года.
Луиджи Канепа умер 12 мая 1914 года в Сассари, в королевстве Италия.

## Творческое наследие
Творческое наследие композитора включает 3 оперы, 1 оперетту, 1 мессу и 2 погребальные элегии.